# Sankt Margarethen an der Raab
Sankt Margarethen an der Raab là một đô thị thuộc huyện Weiz thuộc bang Steiermark, nước Áo. Đô thị Sankt Margarethen an der Raab có diện tích 43,02 km², dân số thời điểm cuối năm 2005 là 3719 người.